# ジョナサン・ザックス
ジョナサン・ザックス（Jonathan Sachs, 1947年6月25日 - ）はアメリカ合衆国のプログラマで、ロータスデベロップメントの共同創業者。

## 来歴
メリーランド州ボルチモアに一人っ子として生まれる。父はブラウン大学の教授だった。
1964年にマサチューセッツ工科大学（MIT）に入学し数学を専攻、1970年に理学士号を取得。卒業後MITの研究機関に勤務し、1970年代中頃にプログラミング言語のSTOICを設計した。
データゼネラルにプログラマとして勤務したのち、1982年にミッチ・ケイパーとロータスデベロップメントを設立。表計算ソフトLotus 1-2-3の最初のバージョンを作成した。1985年に退社し、1993年にグラフィックソフトウェアを開発するDigital Light & Colorをマサチューセッツ州ケンブリッジに設立。ザックスは現在同社の社長を務めている。